# سمان الغابة الرخامي
سمان الغابة الرخامي (الاسم العلمي: Odontophorus gujanensis) (بالإنجليزية: Marbled Wood-quail)‏ هو نوع من الطيور يتبع جنس سمان الغابة من فصيلة سمان العالم الجديد.